# High Speed Link
Pour les articles homonymes, voir HSL.
Dans les télécommunications, une liaison à haute vitesse (High Speed Link ou HSL en anglais) permet le transport des canaux de voix et de signalisation sur liens MIC ou SDH (en anglais : Synchronous Digital Hierarchy).
Le terme HSL est aussi utilisé pour désigner les canaux de signalisation SS7 à haut débit, (par rapport aux canaux historique à 64 Kbit/s appelés LSL (Low Speed Link)).